# وینا (آلاباما)
وینا (به انگلیسی: Vina) شهرکی در شهرستان فرانکلین ایالت آلاباما است که مساحت آن ۱۲٫۴۴ کیلومترمربع است و در سرشماری سال ۲۰۱۰ میلادی، ۳۵۸ نفر جمعیت داشته و تراکم جمعیتی آن، ۲۸٫۷۸ نفر در کیلومترمربع بوده است.